# Аденозиндифосфат

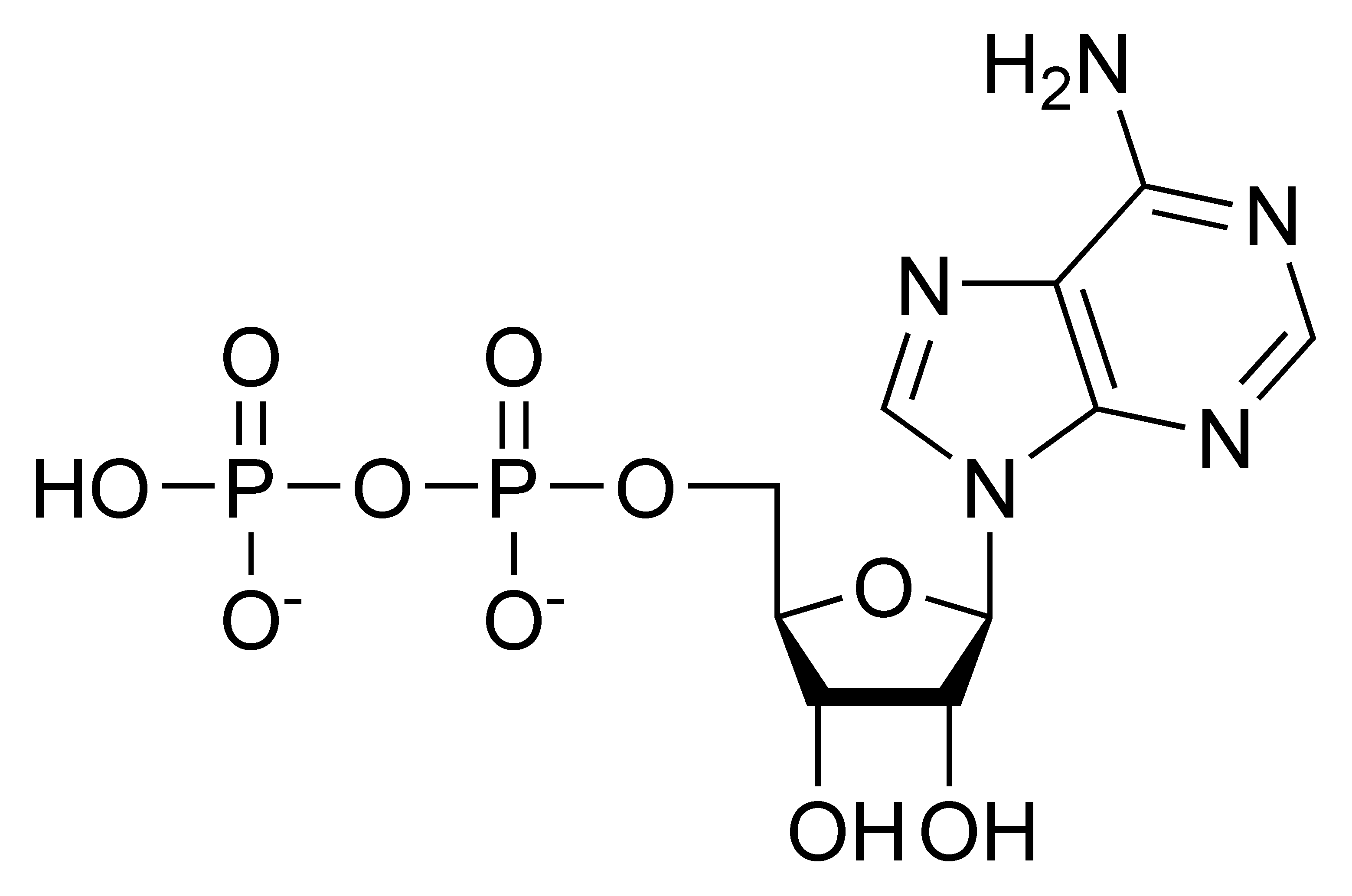
структурна формула аденозиндифосфату

АДФ, аденозиндифосфат, нуклеотид у складі клітини. Бере участь в енергетичному обміні у всіх живих організмах, у процесах росту, руху та відтворення. Зелені рослини використовують світлову енергію для виробництва АТФ у процесі фотосинтезу. При цьому використовуються молекули АДФ.
При приєднанні до молекули АДФ ще однієї фосфорної групи PO3 утворюється високоенергетична молекула АТФ, яка може переносити енергію туди, де це потрібно в клітині. Віддаючи енергію АТФ знову перетворюється в АДФ, замикаючи цикл.
Хімічна формула: C10H15N5O10P2